# Karnó
Karnó, francouzsky carneau, je plemeno holuba domácího vyšlechtěné pro produkci holubího masa. Je to typické masné plemeno jednoduchých tělesných tvarů, připomíná zvětšeného holuba polního typu. Má poměrně velkou hlavu, delší, vodorovně nesený trup a dobře zmasilou hruď. Nejčastěji je bílý s oranžovýma očima. V seznamu plemen EE se řadí do plemenné skupiny užitkových holubů a je zapsán pod číslem 0007.
Karnó byl vyšlechtěn v severní Francii a jeho název je odvozen z latinského slova carnis, maso. Na začátku 20. století byl ve Spojených státech používán v intenzivních velkochovech k produkci užitkových kříženců s mondénem a maltézským slepičákem či s poštovním holubem a římanem.
Není tak těžký jako jiná masná plemena, dosahuje hmotnosti 500–600 g, a díky tomu a primitivní stavbě těla dobře létá a dokonce si zachoval schopnost polaření, zalétávání za potravou do polí. Je velmi plodný a dobře se stará o holoubata.
Je to velký holub s těžkou a mohutnou hlavou, která je podlouhle zaoblená. Zobák je středně dlouhý, světlé barvy. Oči mají ohnivě oranžovou barvu, obočnice jsou jen úzké a narůžovělé. Krk má karnó středně dlouhý, silný a vzpřímený, s dobře vykrojeným hrdlem. Trup je delší, vodorovně držený, hruď široká, plná a dobře zmasilá. Křídla i ocas jsou držené vodorovně.
Existuje jen málo barevných a kresebných rázů tohoto plemene. V užitkových chovech se dává přednost světlým holubům. Mimo Francii se chovají pouze karnó červení a žlutí a červení a žlutí s bílými křídelními růžicemi a bílým dolním hřbetem.

## Galerie

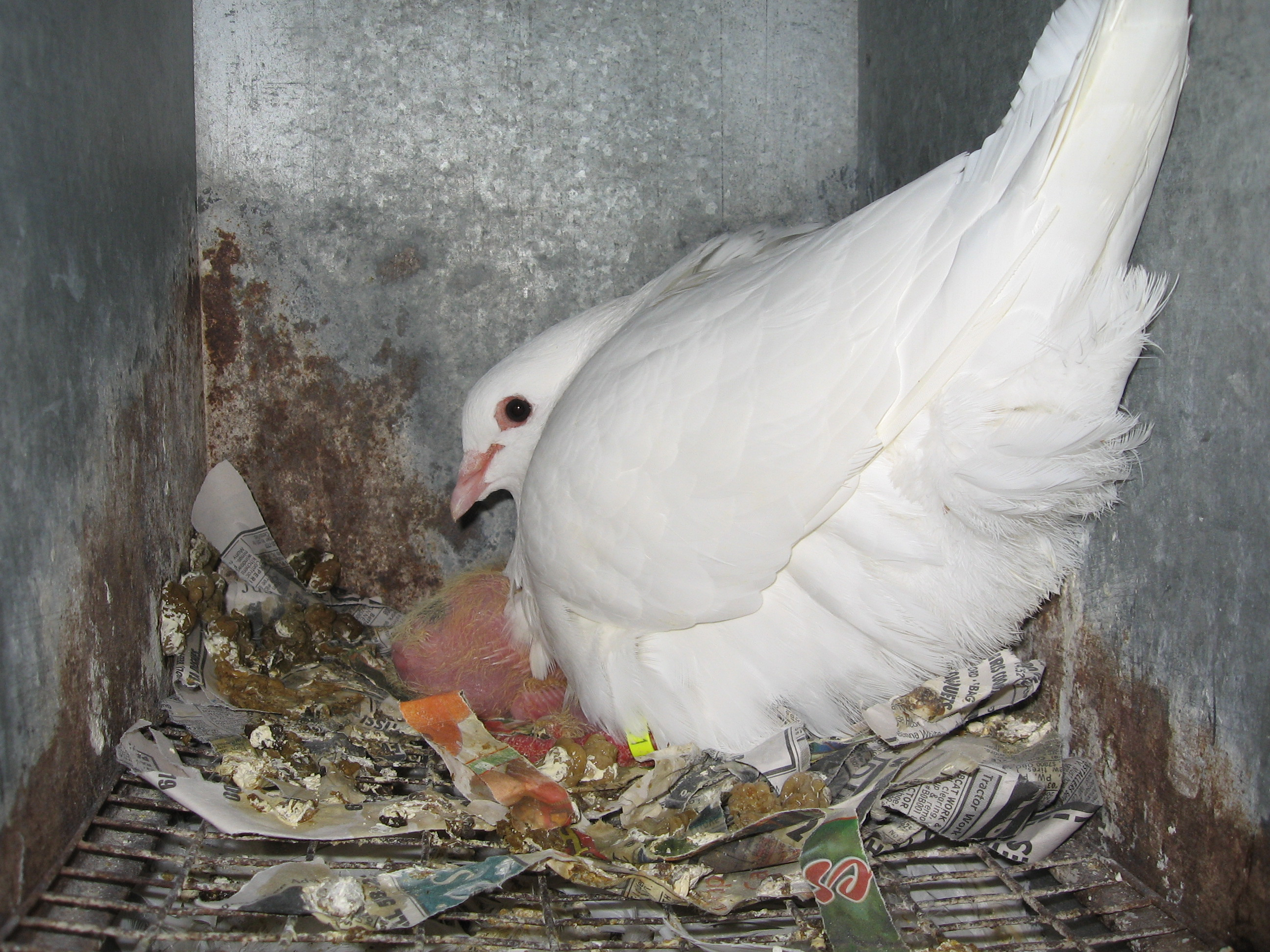
Bílý karnó na hnízdě se čtyřdenním holoubětem
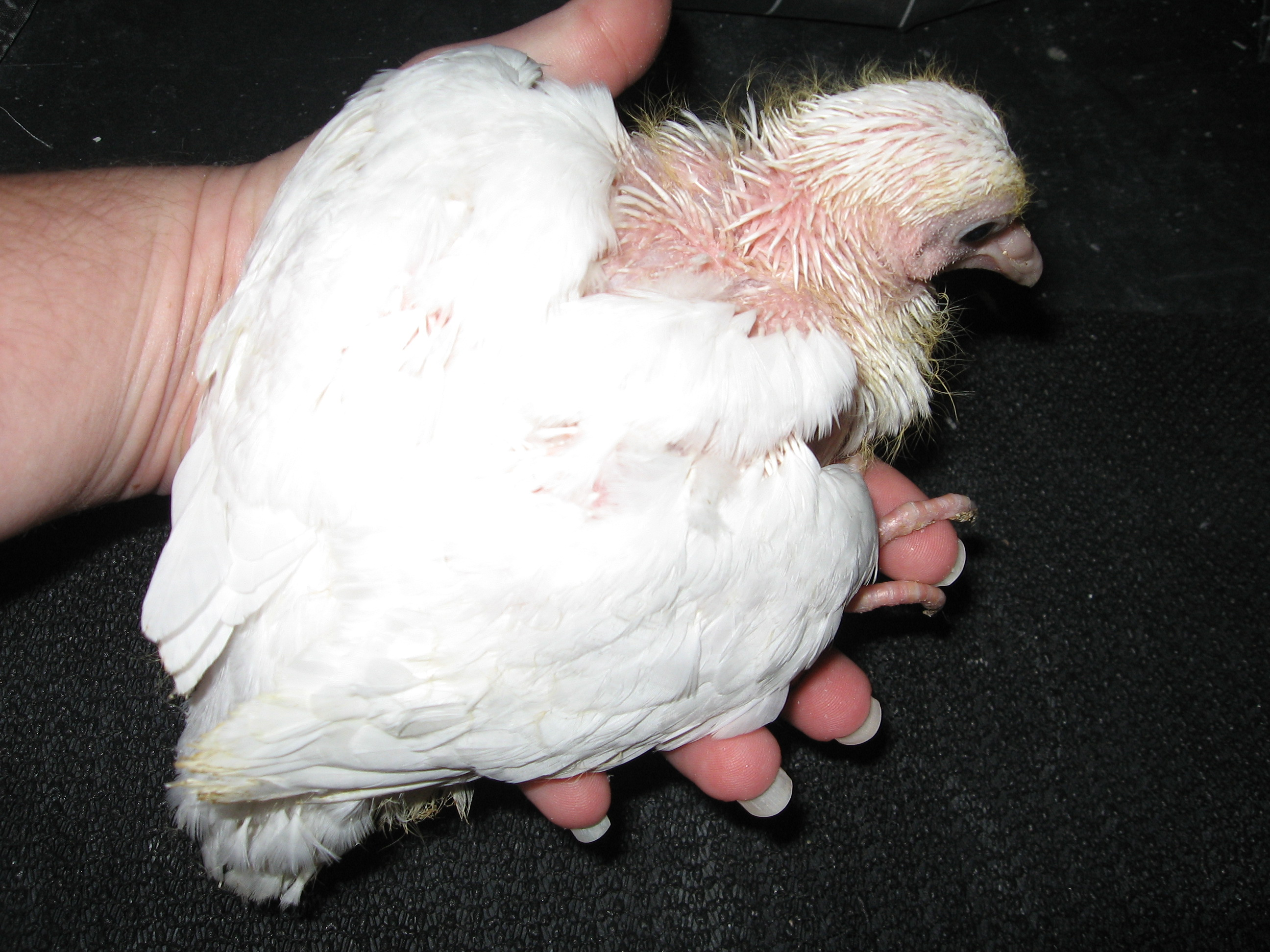
Dvoutýdenní holoubě bílého karnó